# Luby (Chebi járás)
Luby (németül: Schönbach) város Csehországban a Karlovy Vary-i kerület Chebi járásában. Chebtől 20 km-re északra fekszik. A 2011-es adatok szerint 2425 lakosa van. Közigazgatásilag hozzá tartoznak Dolní Luby (Unterschönbach), Horní Luby (Oberschönbach) és Opatov (Absroth) települések.

## Története
Alapítása a 12. század kezdetén valószínűsíthető. A 12. század első felében a waldsasseni ciszterciták birtokolták. Szent András apostol tiszteletére szentelt templomának alapítását 1188-ban valószínűsítik. 1319-ben városi rangra emelték. Postahivatalát 1868-ban nyitották. 1890-ben 3639 lakosa volt. Új iskoláját 1902-ben építették.
Hangszerkészítő üzeme a 19. század végén már a város legjelentősebb gazdasági üzeme volt, a lakosság harmadának nyújtott megélhetést. Elsősorban hegedűi által vált ismertté. Az itteni hegedűkészítés kezdetei a 17. századba nyúlnak vissza.
1939-ben 4269 túlnyomórészt német lakosa volt. A második világháború után német lakosságát a csehszlovák hatóságok Németországba toloncolták, lakosainak száma 1947-ben 2176 főre csökkent. A németek kitelepítésével hangszergyára is szakemberek nélkül maradt, egykori üzemének termelését a háború után csak kisüzemként újították fel. Új hangszerkészítő vállalatát 1968-ban alapították.

## Népesség
A település népessége az elmúlt években az alábbi módon változott:
| Lakosok száma | 4072 | 5404 | 6262 | 2515 | 2644 | 2478 | 2133 | 2146 | 2086 | 2299 |
|               | 1869 | 1890 | 1921 | 1950 | 1980 | 2001 | 2017 | 2019 | 2022 | 2024 |

## Galéria

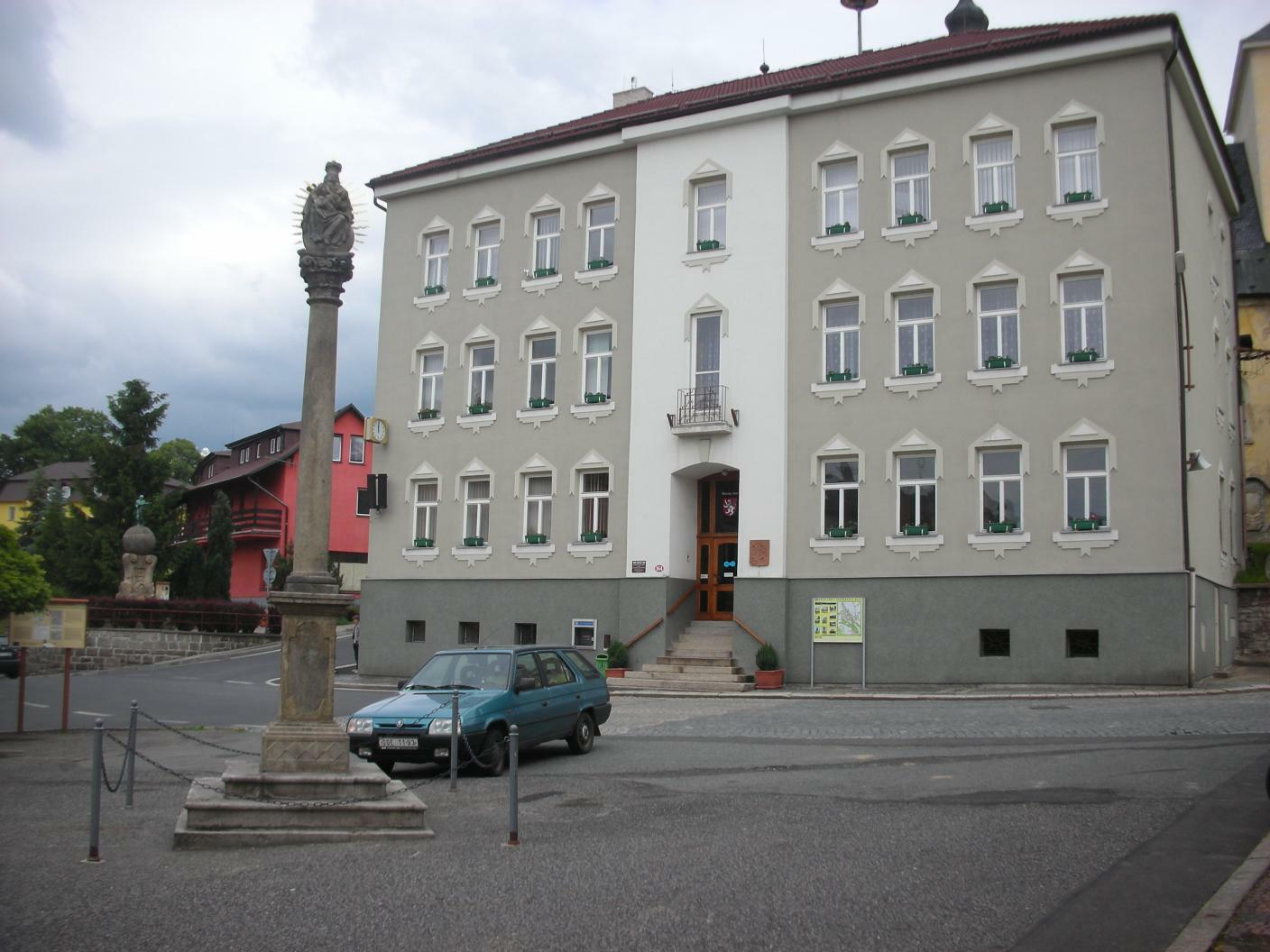
Városháza
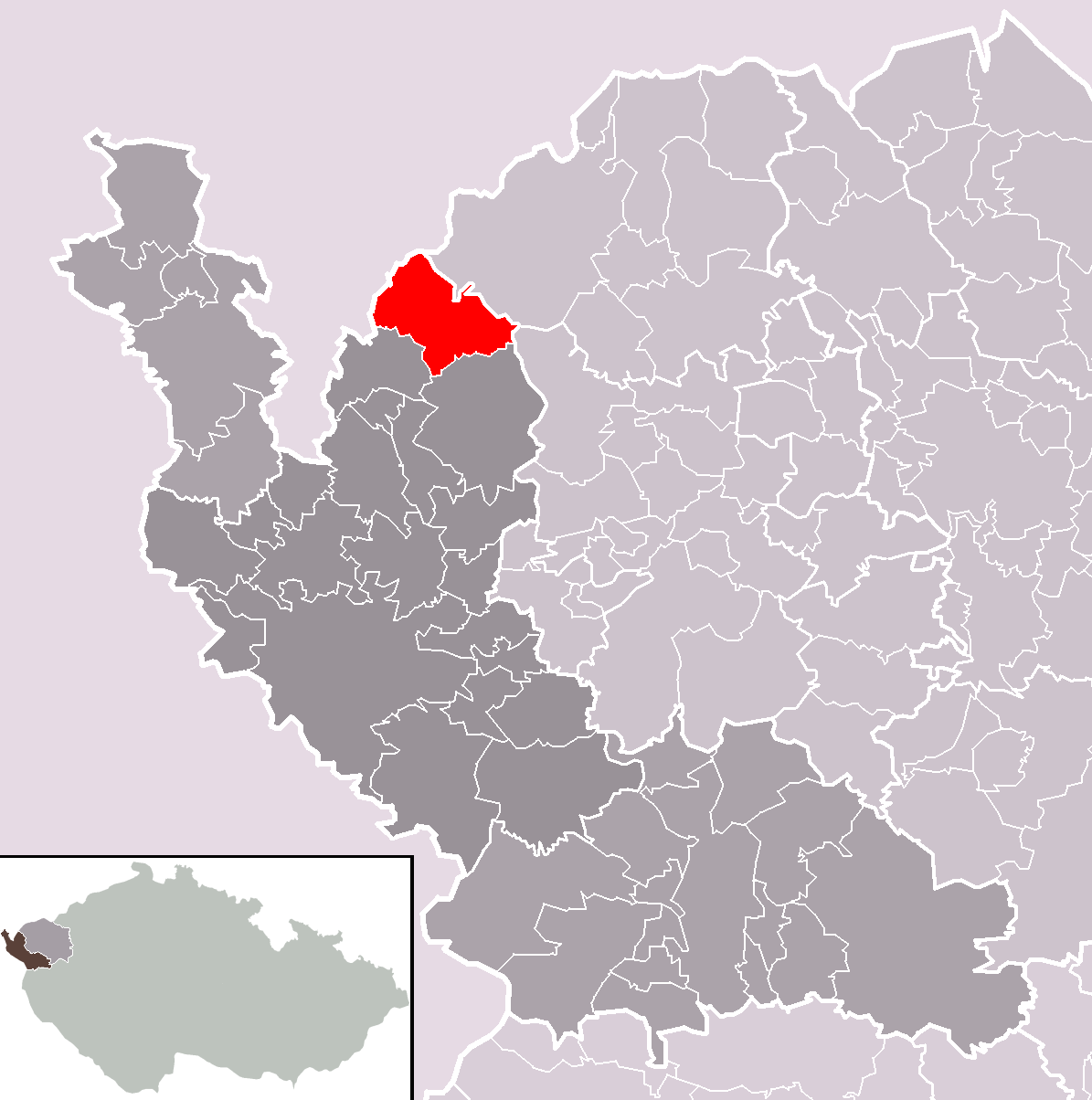
A város közigazgatási területe